# Pseudoauricularia
Pseudoauricularia is een monotypisch geslacht van schimmels behorend tot de familie Agaricaceae. Het geslacht bevat alleen Pseudoauricularia papuana.